# محوطه قلعه چراغ
محوطه قلعه چراغ مربوط به سده‌های اولیه اسلام تا سدهٔ ۷ ه.ق است و در شهرستان مشهد، بخش احمدآباد، روستای عارفی واقع شده و این اثر در تاریخ ۱۰ خرداد ۱۳۸۲ با شمارهٔ ثبت ۸۷۳۲ به‌عنوان یکی از آثار ملی ایران به ثبت رسیده است.